# Дещно (гмина)
Дещно (пол. Deszczno) — сельская гмина (волость) в Польше, входит как административная единица в Гожувский повет, Любушское воеводство. Население — 7299 человек (на 2004 год).

## Сельские округа
1. Бялоблоце
2. Болемин
3. Борек
4. Бжозовец
5. Цецежице
6. Дещно
7. Дзерславице
8. Дзержув
9. Глиник
10. Карнин
11. Келпин
12. Кошенцин
13. Красовец
14. Лагодзин
15. Машево
16. Нивица
17. Ожелец
18. Оседле-Познаньске
19. Плоница
20. Прондоцин
21. Улим

## Соседние гмины
1. Гмина Бледзев
2. Гмина Богданец
3. Гожув-Велькопольски
4. Гмина Кшешице
5. Гмина Любневице
6. Гмина Санток
7. Гмина Сквежина